# مرگ گرمای کیهان

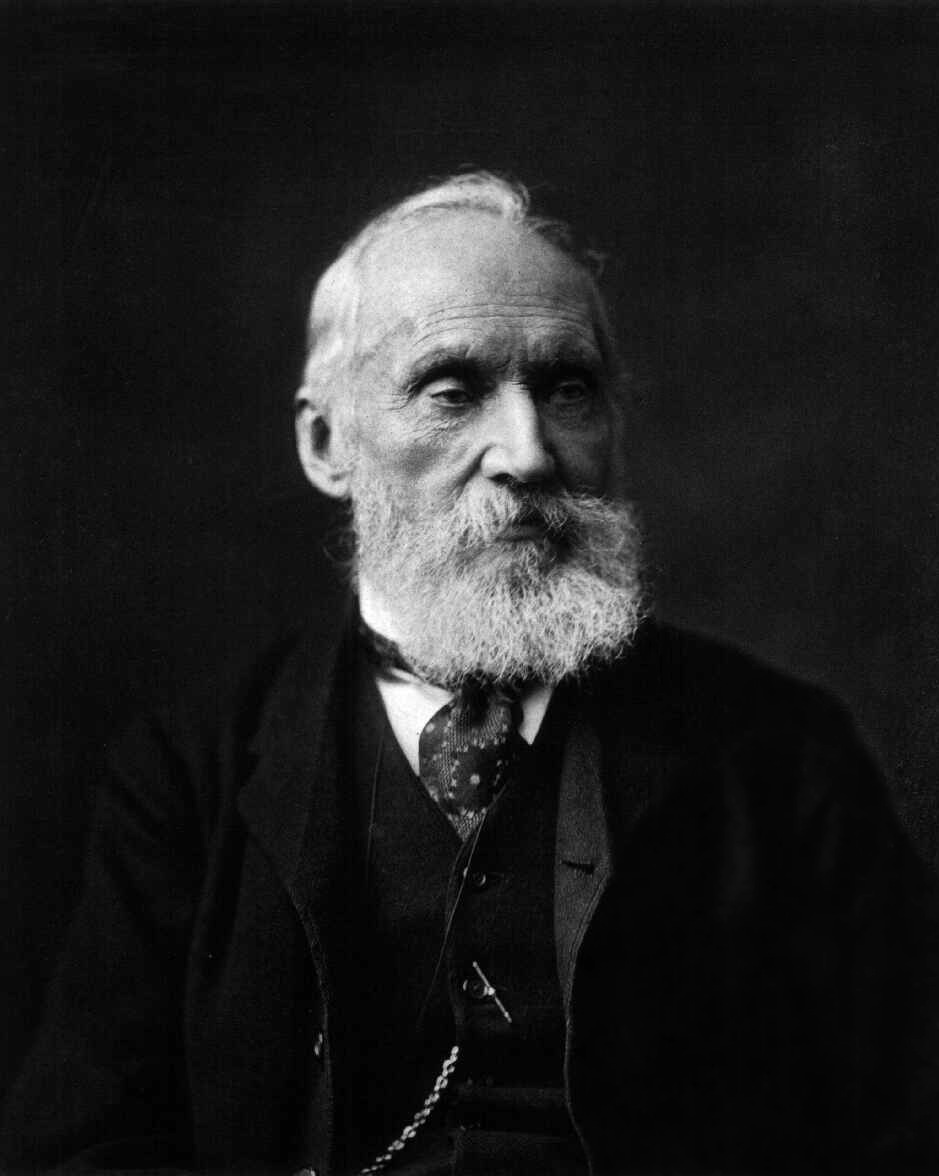
لرد کلوین کسی بود که در سال ۱۸۵۲ تئوری مرگ گرمای کیهان را پیشنهاد کرد.

مرگ گرمای کیهان (به انگلیسی: Heat death of the universe) یک تئوری نسبتاً قدیمی درباره سرانجام کیهان است که بیان می‌دارد که کیهان در موقعیتی بدون انرژی آزاد ترمودینامیکی قرار می‌گیرد و تمام فرایندهایی که مصرف‌کننده انرژی هستند، دیری نمی‌پایند (مانند زندگی در کیهان).
در واقع منظور از مرگ گرمای کیهان هیچ دمای خاصی نیست و به این معناست که اختلاف دمای میان فرایندها به اندازه‌ای برسد که فرایندهای فیزیکی به انجام نرسند؛ به زبان فیزیکی به تعادل ترمودینامیکی برسند (بیشترین آنتروپی).